# Piet Hartvelt
Peter Meeuwes Johannes (Piet) Hartvelt (Utrecht, 25 september 1902 - overleden) was een Nederlands violist.
Hij was zoon van Geertruida Muijs en schrijver/fotograaf/schilder Gerrit Cornelis Hartvelt. Hijzelf was getrouwd met Margaretha Hermina van Voorts en in 1942 hertrouwde hij met violist Emmy Louise van Riel (1913-1989). Broer Kees Hartveld was eveneens musicus.
Hartvelt studeerde bij Gerard Veerman en via een beurs voor een studiereis bij Jenö Hubay in Boedapest. Hartvelt speelde, tijdens en na een periode bij het Utrechts Stedelijk Orkest (2e concertmeester sinds 1926) jarenlang in diverse orkest van de Nederlandse Omroep. Na tweeëndertig jaar vond hij het in 1959 genoeg. Hij nam op 1 september van dat jaar afscheid als concertmeester van het Radio Philharmonisch Orkest, maar bleef minstens tot 1965 met zijn echtgenote in het orkest spelen. Jo Juda (die er terugkwam) en Jacob van der Woude zetten zijn traditie voort. De wisseling van de wacht was destijds landelijk nieuws. Hartvelt gaf ook vanaf de jaren dertig jarenlang les aan het Conservatorium van Utrecht. Ook was hij actief op het gebied van kamermuziek; hij (violist) had samen met zijn broer (altist) een “eigen strijkkwartet” waarin ook Bram Oberstein (cello) zitting had.
Het "Bericht van overlijden" van zijn echtgenote meldde dat zij in Den Haag overleed kort nadat haar man was overleden.